# Richmond Football Club (football australiano)
Il Richmond Football Club è un club di football australiano che gioca al Melbourne Cricket Ground (uno stadio di cricket di Melbourne). Il club è stato fondato nel 1885.

## Storia
Il Richmond Football Club è stato fondato al Royal Hotel di Richmond, Melbourne il 20 febbraio 1885. Il club aveva già un campo di gioco pronto, infatti dal 1856 il Richmond Cricket Team disputava i propri incontri casalinghi al Punt Oval, in Punt Road, proprio di fronte al più celebre Melbourne Cricket Ground.
La prima maglia della squadra era blu, ma i suoi giocatori erano soliti indossare cappellini a strisce nere e gialle, i quali prima originarono il soprannome del club, le tigri (dopo essere stati anche chiamati le vespe per un certo periodo) e poi dettarono perfino un cambiamento delle divise sociali, da blu a giallo-nero.
Richmond vinse due campionati VFA, nel 1902 e nel 1905. Dopo la stagione 1907 segnata dagli infortuni, il club decise di fare domanda di adesione alla Victorian Football League (VFL). Domanda che venne accettata, assieme a quella dell'University FC.
Le prime stagioni nella VFL furono decisamente poco soddisfacenti. Nel 1916 il club fu ammesso per la prima volta alle finali, ma non fu certo una prestazione memorabile, in quanto il campionato venne disputato da sole quattro squadre a causa della prima guerra mondiale, e la qualificazione era automaticamente garantita.
Nella stagione del 1919 le Tigri giocarono la loro prima finale, perdendo contro i rivali di Collingwood. Ma la rivincita non tardò ad arrivare, e nel 1920 Richmond batté Collingwood e si aggiudicò il suo primo titolo; impresa ripetuta nel 1921, quando Richmond, battendo Carlton si aggiudicò il suo secondo titolo VFL.
Il successivo titolo per Richmond non arrivò prima del 1932, quando il club batté nuovamente Carlton in finale. Le Tigri si aggiudicarono un altro titolo nel 1934, questa volta ai danni di South Melbourne. Nel 1942 Richmond venne invece sconfitta in finale da Essendon.
Nel 1943 Richmond si vendicò della sconfitta, battendo Essendon al Princess Park.
Nel 1966 iniziò l'era dell'allenatore Tom Hafey, sotto la cui guida Richmond si aggiudico quattro titoli.
Il lungo digiuno di vittorie terminò nel 1967: le tigri sconfissero 
Geelong, e nel 1969 il più quotato Carlton.
Le tigri dominarono il campionato del 1972 e arrivarono alla finale contro Carlton nel ruolo di favoriti, ma furono invece battuti in un incontro dal punteggio altissimo, 28.9(177) a 22.18(150).
Come più volte accadde nella storia del club, la vendetta non tardò ad arrivare, e già nell'anno successivo Richmond si aggiudicò il campionato sconfiggendo Carlton in una finale giocata molto fisicamente.
Nel 1974 arrivò la doppietta e le Tigri batterono i Canguri di North Melbourne.
Richmond si aggiudicò il suo ultimo campionato contro i rivali di Collingwood nel 1980 e raggiunse la sua ultima finale nel 1982. Da allora Richmond ha faticato ad adattarsi alle nuove regole della VFL/AFL quali il salary cap e il draft. Nel 1990 il club era vicino alla bancarotta e solo una campagna pubblica per raccogliere fondi (chiamata Save Our Skins, salvateci la pelle) evitò alle tigri di sparire. Nonostante il salvataggio, per colpa dei continui cambi di rotta, di scelte di giocatori sbagliate, di allenatori assunti e licenziati in men che non si dica, il club ha attraversato anni bui ed è arrivato per tre anni ultimo (1987, 1989 e 2004), e, cosa ancor più frustrante per i propri tifosi, è arrivato per quattro volte consecutive nono, a un passo dall'accesso alle finali, dal 1996 al 2000. Dal 1982, Richmond ha giocato le finali solo nel 1995 e nel 2001.
Dal 2005 Richmond è condotta dal quotato coach Terry Wallace, proveniente dai Western Bulldogs, sotto la cui guida ha tuttavia mancato, per i primi tre anni, l'accesso alle finali, con gli ennesimi noni posti nel 2006 e nel 2008 (Richmond è la squadra della AFL ad essere giunta più volte nona nella storia) e l'ultimo posto nel 2007, con solo tre gare vinte.

## Record
- Campionati vinti:
  - 1920, 1921, 1932, 1934, 1943, 1967, 1969, 1973, 1974, 1980, 2017, 2019,2020
- Pre campionati:
  - 1962
- Maggior numero di spettatori: 119,165 (1969 Finale Richmond - Carlton)
- Maggior numero di spettatori durante la stagione regolare: 92,436 (R4 1977 contro Collingwood MCG)
- Maggior Numero di partite da giocatore: Kevin Bartlett 403 (1965-1983)
- Maggior Numero di partite da allenatore: Tom Hafey 248 (1966-1976)
- Maggior Numero di premi Best & Fairest  del club: Jack Dyer (6) 1932, 1937, 1938, 1939, 1940, 1946
- Miglior Marcatore: Jack Titus 970 goal
- Punteggio più alto: 222 (34.18) contro St. Kilda SCG, 1980
- Punteggio più basso: 8 (0.8) contro St Kilda Junction Oval, 1961
- Vittoria più larga: 168 punti contro North Melbourne, Punt Road, 1931
- Sconfitta più larga: 141 punti contro North Melbourne, MCG, 1990

## Capitani
- Charlie Pannam 1908
- Dick Condon 1909
- John Lawson 1909
- Billy Schmidt 1910
- Len Incigneri 1911
- Ted Ohlsen 1912
- Hugh James 1913
- Bill Thomas 1914-1916, 1919
- Percy Maybury 1917
- Clarrie Hall 1918
- Dan Minogue 1920-1925
- Mal Morris 1926
- Alan Geddes 1927-1928 1930
- Charles Lilburne 1929
- Maurie Hunter 1931
- Perc Bentley 1932-1940
- Jack Dyer 1941-1949
- Bill Morris 1950-1951
- Des Rowe 1952-1957
- Roy Wright 1958-1959
- Ron Branton 1960-1962
- Neville Crowe 1963-66
- Fred Swift 1967
- Roger Dean 1968-1971
- Royce Hart 1972-1975
- Francis Bourke 1976-1977
- Kevin Sheedy 1978
- Kevin Bartlett 1979
- Bruce Monteath 1980
- Bryan Wood 1981
- David Cloke 1982
- Barry Rowlings 1983-1984
- Mark Lee 1985-1987
- Dale Weightman 1988-1992
- Jeff Hogg 1993
- Tony Free 1994-1996
- Matthew Knights 1997-2000
- Wayne Campbell 2000-2004
- Kane Johnson 2005-

## Trofei Individuali

### Vincitori della medaglia Brownlow per il miglior giocatore
- Stan Judkins Harry Collier (1930 a pari merito con Allan Hopkins e Harry Collier)
- Bill Morris (1948)
- Roy Wright (1952, 1954)
- Ian Stewart (1971)

### Vincitori del Leigh Matthews Trophy per il miglior giocatore (secondo l'associazione giocatori)
nessuno

### Vincitori della Medaglia Coleman per il miglior marcatore
- Michael Roach (1980, 1981)
- Jack Riewoldt (2010)

### Vincitori della Medaglia Norm Smith
- Kevin Bartlett (1980)
- Maurice Rioli (1982)

### Stella Nascente della AFL
- Brett Deledio (2005)

### Mark dell'anno
- Michael Mitchell (1990)
- Michael Roach (1979)

### Goal dell'anno
- Michael Mitchell (1990)

## Giocatori nella Hall of Fame della AFL
- Jack Dyer
- Kevin Bartlett

## Squadra del secolo
Nel 1998, Richmond annunciò la squadra del secolo,
| Essendon Team of the Century | Essendon Team of the Century  | Essendon Team of the Century | Essendon Team of the Century |
| ---------------------------- | ----------------------------- | ---------------------------- | ---------------------------- |
| Back                         | Kevin Sheedy                  | Vic Thorp                    | Michael Green                |
| Half Back                    | Basil McCormack               | Gordon Strang                | Mervyn Keane                 |
| Centre                       | Francis Bourke                | Bill Barrot                  | Dick Clay                    |
| Half Forward                 | Matthew Richardson            | Royce Hart                   | Roger Dean                   |
| Forward                      | Dale Weightman                | Jack Titus                   | Bill Morris                  |
| Foll                         | Roy Wright                    | Jack Dyer (Capitano)         | Kevin Bartlett               |
| Riserve                      | Des Rowe                      | Geoff Raines                 | Ian Stewart                  |
| Riserve                      | Matthew Knights               |                              |                              |
| Allenatore                   | Tom HafeyChristopher Anderson |                              |                              |